# 王荆
王荆（？—1092年），又作王经，遼朝（契丹）官员。
大康九年（1083年）十一月初五丙午，辽道宗进封梁王耶律延禧为燕国王，以南院宣徽使萧何葛为南府宰相，三司使王经参知政事兼知枢密事。大安三年（1087年）十月初二日庚辰，参知政事王经免，为三司使。大安八年（1092年）王经为南府宰相。十月廿三日壬申，南府宰相王经卒。